# 지나 바카우어

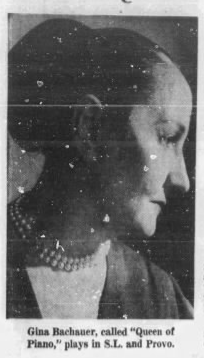

지나 바하우에르(Gina Bachauer, 그리스어: Τζίνα Μπαχάουερ 지나 바하우에르, 1913년 5월 21일 - 1976년 8월 22일)는 그리스의 여성 피아니스트이다.
아테네 근교에서 태어나고, 왈데말 프리만(Woldemar Freeman)에게 가르침을 받았으며, 또한 스승의 소개로 대작곡가이자 명피아니스트인 라흐마니노프에게 배웠다. 1935년, 명지휘자 디미트리 미트로풀로스(Dimitri Mitropoulos)와 협연하여 데뷔했는데, 1937년에는 파리로 나와서 코르토에게 배우고, 독주회도 열었다. 제2차 세계대전 후에는 영국으로 건너갔고, 1950년엔 미국으로 데뷔, 각지에서 연주회를 열고 절찬을 받았다. 착실한 기교의 소유자로서 베토벤, 브람스, 리스트 등 레퍼토리의 범위가 넓다.
그녀를 기리기 위해 1976년 솔크레이크시티에서 지나 바카우어 국제 피아노 경연을 시작했고 1981년 그리스 정부는 우표를 제작했다.